# حكم الشركة في الهند
حكم الشركة في الهند (أحيانًا يسمى راج الشركة، كلمة «راج» تعني حرفيًا «حكم» في اللغة الهندية) يشير إلى حكم أو سيطرة شركة الهند الشرقية البريطانية على أجزاء من شبه القارة الهندية. اتخذ الحكم أشكالًا مختلفة بدءًا من عام 1757، بعد معركة بلاسي، عندما تنازل نواب البنغال «الدمية» مير جعفر عن الإيرادات للشركة؛ وفي عام 1765، عندما مُنحت الشركة منصب الديواني، أو الحق في تحصيل الإيرادات في البنغال وبيهار؛ وفي عام 1773، عندما أنشأت الشركة عاصمة في كالكوتا، وعيّنت أول حاكم عام لها، وارين هاستينغز، وأصبحت مشاركة في الحكم بشكل مباشر. بحلول عام 1818، مع هزيمة إمبراطورية ماراثا وتلاها تقاعد البيشوا وضمّ أراضيه، كانت السيطرة البريطانية قد امتدت إلى كامل الهند.
كانت شركة الهند الشرقية شركة خاصة يملكها المساهمون وتقدم تقاريرها إلى مجلس الإدارة في لندن. تشكّلت في الأصل لاحتكار التجارة، ثم تولّت تدريجيًا السلطات الحكومية بجيشها وقضائها. نادرًا ما حقّقت الشركة الأرباح، إذ عمل الموظفون على تحويل الأموال إلى جيوبهم الخاصة. لم تحظَ الحكومة البريطانية بسيطرة تذكر، وتملّكها غضب متصاعد من فساد وعدم مسؤولية موظفي الشركة أو «أثرياء الهند - nabobs» الذين حققوا ثروات هائلة في غضون سنوات قليلة. منح قانون شركة الهند الشرقية لعام 1784 الحكومةَ البريطانية السيطرة الفعالة على الشركة الخاصة لأول مرة. صُمّمت السياسات الجديدة من أجل تشكيل نخبة في سلك الخدمة المدنية تقلّص من إغراءات الفساد. عاش مسؤولو الشركة بأعداد متزايدة في مجمّعات منفصلة وفقًا للمعايير البريطانية. استمر حكم الشركة حتى عام 1858، حيث أُلغي بعد ثورة الهند في عام 1857. بموجب قانون حكومة الهند لعام 1858، تولّت الحكومة البريطانية مهمة إدارة الهند خلال الراج البريطاني الجديد.

## نشأته
تأسست شركة الهند الشرقية الإنجليزية (الشركة) في عام 1600، باسم شركة تجار لندن المتاجرين في الهند الشرقية. اكتسبت الشركة موطئ قدم في الهند بإنشاء مصنع في ماتشيليباتنام على الساحل الشرقي للهند في عام 1611 وبمنح الإمبراطور المغولي جهانكير الحقوق لإنشاء مصنع في سورات في عام 1612. في عام 1640، بعد الحصول على إذن مماثل من حاكم فيجاياناغارا في أقصى الجنوب، أُنشئ مصنع ثان في مدراس على الساحل الجنوبي الشرقي. في عام 1668، استأجرت الشركة جزيرة بومباي -ليست بعيدة عن سورات- وهي قاعدة برتغالية سابقة وُهبت إلى إنجلترا كمهر على زواج كاترين من براغانزا من تشارلز الثاني. بعد عقدين من الزمن، أنشأت الشركة كيانًا على الساحل الشرقي أيضًا؛ بعيدًا عن ذلك الساحل، في دلتا نهر الغانج، أُنشئ مصنع في كالكوتا. بما أنه خلال هذا الوقت كانت الشركات الأخرى -التي أسسها البرتغاليون والهولنديون والفرنسيون والدنماركيون- تتوسّع بالمثل في المنطقة، فإن بدايات الشركة الإنجليزية غير الملحوظة على ساحل الهند لم تقدم أي إشارة على ما يمكن أن يصبح وجودًا مطوّلًا في شبه القارة الهندية.
عزّز انتصار الشركة في معركة بلاسي عام 1757 بقيادة روبرت كلايف وانتصارها الآخر في معركة بوكسار (في بيهار) عام 1764 من قوتها، وأجبر الإمبراطور شاه عالم الثاني على تعيينها في منصب الديوان، أو محصّل الإيرادات في البنغال وبيهار وأوريسا. وبذلك أصبحت الشركة الحاكم الفعلي لمناطق واسعة من سهل الغانج الأدنى بحلول عام 1773. في عام 1793، ألغت الشركة النظامات (حكم محلي)، وسيطرت بالكامل على منطقة البنغال-بيهار وكان النواب مجرد متقاعدين من الشركة. واصلت الشركة أيضًا بالتدريج توسيع أراضيها حول بومباي ومدراس. أدت حروب الأنجلو-ميسور (1766-1799) وحروب الأنجلو-ماراثا (1772-1818) إلى سيطرة الشركة على مناطق واسعة من الهند جنوب نهر ستلج. بهزيمة إمبراطورية ماراثا، لم تعد هناك أي قوة محلية تمثل تهديدًا على الشركة بعد الآن.
اتّخذ امتداد نفوذ الشركة شكلين بشكل رئيسي. أولهما كان الضم الكامل للولايات الهندية يليها الحكم المباشر للمناطق التابعة لها، والتي شكّلت مجتمعة الهند البريطانية. تضمنت المناطق التي تمّ ضمها المقاطعات الشمالية الغربية (بما فيها روهيلخاند وغوراخبور ودواب) (1801) ودلهي (1803) وأسام (مملكة أهوم 1828) والسند (1843). تم ضمّ البنجاب والمقاطعة الحدودية الشمالية الغربية وكشمير بعد حروب السيخ في 1849-1856 (فترة ولاية الحاكم العام ماركيز دالهوزي)؛ ومع ذلك، بيعت كشمير على الفور بموجب معاهدة أمريتسار (1850) إلى سلالة دوغرا في جامو، وبالتالي أصبحت ولاية أميرية. في عام 1854 ضُمَّت بيرار، وضُمَّت ولاية أوده بعد ذلك بعامين.
انطوى الشكل الثاني لترسيخ النفوذ على معاهدات أقرّ فيها الحكام الهنود بهيمنة الشركة مقابل الاستقلال الذاتي الداخلي المحدود. نظرًا لأن الشركة تعمل بموجب القيود المالية، كان عليها وضع أسس سياسية لحكمها. جاء الدعم الأكثر أهمية من التحالفات الفرعية مع الأمراء الهنود خلال أول 75 عامًا من حكم الشركة. في أوائل القرن التاسع عشر، شكّلت أقاليم هؤلاء الأمراء ثلثي الهند. عندما أراد الحاكم الهندي -القادر على حماية إقليمه- الانضمام إلى هذا التحالف، رحبت به الشركة كطريقة اقتصادية للحكم غير المباشر، إذ لا تتضمن أعباء التكاليف الاقتصادية للإدارة المباشرة أو التكاليف السياسية للحصول على دعم الأطراف الأجنبية.
في المقابل، تعهّدت الشركة «بالدفاع عن هؤلاء الحلفاء التابعين وعاملتهم باحترام تقليدي وبأسمى علامات الشرف». شكّلت التحالفات الفرعية الولايات الأميرية التي حكمها المهراجا الهندوسي والنواب المسلم. من بين الولايات الأميرية البارزة: كوتشين (1791)، جايبور (1794)، ترافانكور (1795)، حيدر أباد (1798)، ميسور (1799)، ولايات سيس-ستلج هيل (1815)، وكالة الهند الوسطى (1819)، كوتش وأقاليم كجرات غايكواد (1819)، راجبوتانا (1818)، بهاولبور (1833).

### التوسع
قُسِّمت المنطقة التي تغطيها الهند الحديثة بشكل كبير في أعقاب انهيار إمبراطورية المغول في النصف الأول من القرن الثامن عشر.

### التسلسل الزمني
- 1757: ضمّ 24 برغنة من السونداربانس إلى كلايف بعد معركة بلاسي.[14]
- 1760: ضمّ سيركار الشمالية.
- 1765: بعد هزيمة نواب وزير أوده في معركة بوكسار، «منح الإمبراطور» شاه عالم الثاني الرائد هيكتور مونرو منصب الديواني، أو حق جمع الإيرادات، في البنغال وبيهار وأوريسا.
- 1773: «ضمّ أراضي جديدة» من راجا باناراس.[15]
- 1775: هزيمة نواب غازيبور.
- 1795: هزيمة آصف جاه الثاني -نظام حيدر أباد- في معركة خاردا، بعد حرب ماراثا-ميسور.[16]
- 1799: سقوط ميسور بعد حصار سيرنغاباتام (1799)؛ ضمّ نواب كادابا ونواب كرنول.
- 1801: ضمّ نواب كارناتيك (من آركوت ونيلور)، ونواب جوناغار، وروهيلخاند من الدواب الأدنى.[17]
- 1803: ضمّ روهيلخاند في الدواب الأعلى؛ عدم مقاومة الإمبراطور؛ قبول نواب بهاولبور الحدود مع الهند البريطانية.

- نصف روبية فضية من رئاسة البنغال عام 1787، سُكت في دار مرشدآباد تحت اسم الشاه عالم الثاني إمبراطور المغول.
- روبية فضية من عام 1835، نُقش عليها اسم الملك وليام الرابع.
- نصف آنة نحاسية من عام 1835، نُقش عليها اسم الملك وليام الرابع.
- روبية فضية من عام 1840، نُقش عليها اسم الملكة فيكتوريا.

(لم يُدرج اسم قائم مقام الحاكم العام في هذا الجدول، باستثناء فترات رئاسة بعض الحكام التي جرت فيها أحداث مهمة)
| الحاكم العام                   | فترة الولاية                    | الأحداث |
| وارين هاستينغز                 | 20 أكتوبر 1773 - 1 فبراير 1785  | مجاعة البنغال عام 1770 (1769-73) حرب الروهيلا (1773-74) الحرب الأنغلو ماراثية الأولى (1777-83) مجاعة تشاليسا (1783-84) الحرب الأنغلو ميسورية الثانية (1780-1784) |
| تشارلز كورنواليس               | 12 سبتمبر 1786 - 28 أكتوبر 1793 | تشريع كورنواليس (1793) التسوية الدائمة للبنغال تحوّل كوتشين إلى ولايات شبه محمية تحت الحكم البريطاني (1791) الحرب الأنغلو ميسورية الثالثة (1789-92) مجاعة دوجي بارا (1791-92) |
| جون شور                        | 28 أكتوبر 1793 - مارس 1798      | إعادة تنظيم جيش شركة الهند الشرقية وتقليص حجمه. أول تمرد بقيادة باجاهسي راجا في ساموتيري (1793-97) وخضوع جايبور (1794) وترافنكور (1795) للحكم البريطاني. احتلال جزر أندمان (1796). استيلاء الشركة على منطقة سيلان الساحلية وانتزاعها من شركة الهند الشرقية الهولندية (1796). |
| ريتشارد ويلزلي                 | 18 مايو 1798 - 30 يوليو 1805    | أصبحت سلالة نظام الملك في حيدرآباد أول دولة توقع اتفاقية التحالف الثانوي التي طرحها ويلزلي (1798). الحرب الأنغلو ميسورية الرابعة (1798-99). تمرد باجاهسي راج الثاني في ساموتيري (1800-1805). نواب أوده يتنازل عن غوراخبور وروهيلخند، بالإضافة إلى مناطق الله آباد وفاتح بور وكانبور وايتواه ومانبوري وايتاه، وجزء من ميرزابور، وأحراج كوماون (1801) توقيع البيشوا باجي راو الثاني اتفاقية باسن وقبول التحالف الثانوي. معركة دلهي (1803). الحرب الأنغلو ماراثية الثانية (1803-05). ضم الإمبراطورية الماراثية ما تبقى من دواب ودلهي وأغرة، وأجزاء من بوندلخند (1805). تأسيس المقاطعات المتنازل عنها والمستولى عليها (1805). |
| تشارلز كورنواليس (ولاية ثانية) | 30 يوليو 1805 - 5 أكتوبر 1805   | ضغوطات مالية واجهتها شركة الهند الشرقية بعد الحملات العسكرية المكلفة. إعادة تعيين كورنواليس بهدف ترسيخ السلام، لكنه توفي في غازي بور. |
| جورج بارلو (قائم مقام)         | 10 أكتوبر 1805 - 31 يوليو 1807  | عصيان فيلور (10 يوليو 1806). |
| اللورد مينتو                   | 31 يوليو 1807 - 4 أكتوبر 1813   | غزو جاوة احتلال موريشيوس |
| ماركيز هاستينغز                | 4 أكتوبر 1813 - 9 يناير 1823    | الحرب الإنجليزية النيبالية عام 1814 إلحاق كوماون وغارهوال والقسم الشرقي من سيكيم. تأسيس رابطة دول ستلج (1815). الحرب الإنجليزية الماراثية الثالثة (1817-18). قبول ولايات راجبوتانا الولاية (الهيمنة) الإنجليزية عليها (1817). تأسيس سنغافورة (1818). قبول كوتش الولاية الإنجليزية (1818) قبول ولاية بارودا الولاية الإنجليزية عليها (1819). تأسيس ديوان الهند الوسطى |
| اللورد أمهرست                  | 1 أغسطس 1823 - 13 مارس 1828     | الحرب الإنجليزية البورمية الأولى (1823-26). انتزاع آسام ومانيبور وولايتا راخن ومون من بورما. |
| وليام بنتنيك                   | 4 يوليو 1828 - 20 مارس 1835     | قانون إلغاء السُتي في البنغال 1829، وقوانين قمع البلطجية وقطاع الطرق 1836-48. خضوع مملكة ميسور للإدارة البريطانية (1831-81). قبول مملكة بهاولبور الولاية البريطانية (1833) ضم كوداجو (1834) |
| اللورد أوكلاند                 | 4 مارس 1836 - 28 فبراير 1842    | تأسيس الأقاليم الشمالية الغربية (1836) تأسيس مكاتب البريد (1837) مجاعة أغرة 1837-38 استيلاء الشركة على مدينة عدن (1839) الحرب الإنجليزية الأفغانية الأولى (1839-42) مذبحة جيش إلفينستون (1842) |
| اللورد إلينيورو                | 28 فبراير 1842 - يونيو 1844     | الحرب الإنجليزية الأفغانية الأولى (1839-42) ضم السند (1843) قانون العبودية الهندي 1843 |
| هنري هاردينج                   | 23 يوليو 1844 - 12 يناير 1848   | الحرب الإنجليزية السيخية الأولى (1845-46) تنازل السيخ عن دوابه وهزارة وكشمير لصالح البريطانيين وفق اتفاقية لاهور (1846) بيع كشمير إلى غولَب سنغ حاكم جامو وفق اتفاقية أمريتسار (1846) |
| ماركيز دالهاوسي                | 12 يناير 1848 - 28 فبراير 1856  | الحرب الإنجليزية السيخية الثانية (1848-1849) ضمن بنجاب وإقليم التخوم الشمالية الغربية (1849-56) بدء بناء سكك الحديد الهندية (1850) قانون إلغاء الإعاقات الطبقية 1850 مدّ أول خط تلغراف في الهند (1851) الحرب الإنجليزية البورمية الثانية (1852-53) ضم بورما السفلى وافتتاح قناة الغانج (1854) ضم ستارا (1848)، وجايبور وسامبالبور (1849)، وناغبور وجانسي (1854) وفق مبدأ سقوط الحق. ضم بيرار (1853) وأودة (1856). طرح الطوابع البريدية للمرة الأولى في الهند (1854). بدء عمل خدمات البرقيات العامة (1855) |
| تشارلز كانينغ                  | 28 فبراير 1856 - 1 نوفمبر 1858  | قانون إعادة تزويج الأرامل الهندوسيات (25 يوليو 1856) تأسيس أولى الجامعات الهندية (يناير-سبتمبر 1857) اندلاع ثورة الهند عام 1857 (10 مايو 1857 - 20 يونيو 1858) على نطاق واسع في الأقاليم الشمالية الغربية وأودة. تصفية حساب شركة الهند الشرقية الإنجليزية وفق قانون حكومة الهند 1858 |

## تنظيم حكم الشركة
قبل انتصار كلايف في معركة بلاسي، حكمت مجالس البلدات المستقلة أراضي شركة الهند الشرقية، والتي تألفت إلى حدّ كبير من بلدات رئاسية هي كلكتا ومدراس وبومباي. تألفت جميع المجالس من التجار، وكانت غير قابلة للإدارة إلى حد كبير. نادرًا ما امتلكت تلك المجالس السلطة الكافية لإدارة الشؤون المحلية بفعالية، فأدى غياب الإشراف على عمليات الشركة الكلية في الهند إلى انتهاكات خطيرة مارسها مسؤولو الشركة أو حلفاؤهم. أدى انتصار كلايف واكتساب منصب الديوان في سهل البنغال الغني إلى تنامي أهمية الهند في بريطانيا وتسليط الضوء عليها. تعرضت أساليب إدارة أموال الشركة إلى المساءلة، خصوصًا عندما بدأت الشركة نشر صافي خساراتها، على الرغم من أن عمال الشركة، أو «أثرياء الهند»، عادوا إلى بريطانيا حاملين معهم كميات كبيرة من الثروة، جمعوها بطرقٍ غير قانونية وبلا ضمير -وفق الشائعات المتداولة حينها. بحلول عام 1772، احتاجت الشركة قروضًا من الحكومة البريطانية لاستمرار نشاطها، فبرز خوف في لندن من ممارسات الشركة الفاسدة التي قد تتسرب إلى الأعمال التجارية البريطانية والحياة العامة. جرت معاينة حقوق وواجبات الحكومة البريطانية بخصوص أراضي الشركة الجديدة. عقد البرلمان البريطاني بعدها عدة جلسات استجواب، وفي عام 1773 خلال رئاسة اللورد نورث، أقرّ البرلمان قانون التنظيم، وهو القانون الذي وضع أسس تنظيم عمل الشركة، وجاء في عنوان القانون «بهدف تحسين إدارة علاقات شركة الهند الشرقية، وعلاقات الشركة في الهند وأوروبا أيضًا».
أبدى اللورد فريدريك نورث رغبته بتولي الحكومة البريطانية مسؤولية إدارة ممتلكات الشركة، لكنه واجه معارضة سياسية قوية من عدة جهات، بعضها في مدينة لندن والبرلمان البريطاني. انتهى الأمر بتسوية، حيث أكّد قانون التنظيم على حق الشركة بالتصرف كسلطة ذات سيادة نيابة عن التاج البريطاني، على الرغم من أن القانون يقتضي السيادة التامة للتاج البريطاني على تلك الممتلكات الجديدة. أصبح بإمكان الشركة ممارسة سيادتها بالتزامن مع خضوعها للإشراف والتنظيم من طرف الحكومة والبرلمان البريطانيين. طُلب من هيئة إدارة الشركة، وفقًا للقانون، تقديم كافة الأنباء المتعلقة بالشؤون المدنية والعسكرية والإيرادات في الهند بهدف تدقيقها على يد الحكومة البريطانية. بخصوص حوكمة الممتلكات الهندية، نصّ القانون على سيادة حكم البنغال (حكم حصن وليام) على حصن القديس جورج (مدراس) وبومباي. رشّح القانون أيضًا الحاكم العام (وارين هاستينغز) و4 مستشارين لإدارة رئاسة البنغال (والإشراف على عمليات الشركة في الهند). "مُنعت الرئاسات الخاضعة من إعلان الحرب أو إبرام الاتفاقيات بدون موافقة الحاكم العام للبنغال في المجلس، باستثناء حالات الضرورة القصوى. يُطلب من حكام تلك الرئاسات، وفق الشروط العامة، طاعة أوامر الحاكم العام في المجلس، وإبلاغه بالمعلومات المتعلقة بكافة الشؤون والأمور الضرورية".